# Головин, Дмитрий Иванович
Дми́трий Ива́нович Голови́н (9 августа 1918, Екатеринодар — 1981) — советский патологоанатом и онкоморфолог, Заслуженный деятель науки РСФСР, профессор, проректор вначале по учебной, затем по научно-исследовательской работе Ленинградского санитарно-гигиенического медицинского института (ныне: Северо-Западный государственный медицинский университет имени И. И. Мечникова).

## Биография
Д.И. Головин родился в Краснодаре. Мать Екатерина Ивановна, была художницей, ученицей Н.К. Рериха. Отец Иван Филиппович имел образование инженера-путейщика, во второй половине жизни работал в банковской сфере. В 1927 году семья переехала в Ленинград, и поначалу Дмитрий Иванович учился в консерватории по классу органа. Однако возникшая контрактура Дюпюитрена его левой кисти воспрепятствовала карьере музыканта. В 1939 году Д.И. Головин поступил в 1-й Ленинградский медицинский институт им. акад. И.П. Павлова.
Летом 1941 года он добровольцем ушёл на фронт и воевал на легендарном плацдарме «Невский пятачок». Там он в звании лейтенанта медицинской службы командовал санитарным взводом. В 1942 году был тяжело ранен и эвакуирован в Ленинград.
В 1945 году окончил институт и поступил в аспирантуру на кафедре патологической анатомии, руководимой академиком Академии медицинских наук СССР, профессором В.Г. Гаршиным. В 1949 году защитил кандидатскую диссертацию на тему: «Экспериментальный фибринозный плеврит у лягушек и кроликов (к сравнительной патологии воспаления)», а в 1954 году — докторскую на тему «О метаплазии эпителиев». После этого в течение 4-х лет заведовал кафедрой патологической анатомии в Кишинёвском медицинском институте. Там он получил звание профессора и был главным патологоанатомом Молдавской ССР. В 1958 году Дмитрий Иванович возвратился в Ленинград и занял должность старшего научного сотрудника в Патоморфологической лаборатории Онкологического института (ныне: НИИ Онкологии им. проф. Н.Н. Петрова). Этой лабораторией руководил в то время академик АМН СССР М.Ф. Глазунов. Дмитрий Иванович работал там в течение двух лет.
В 1960 году Д.И. Головин возглавил кафедру патологической анатомии Ленинградского санитарно-гигиенического медицинского института. Кроме внутривузовской деятельности, он выполнял также немалую работу в рамках Ленинградского научного общества патологоанатомов и экспертной комиссии ВАК СССР.
В научной области сотрудниками кафедры интенсивно разрабатываются вопросы совершенствования существующих онкоморфологических классификаций и клинико-морфологические особенности прогрессии опухолей различных локализаций. Особую известность приобретают такие книги Дмитрия Ивановича, как «Опухоли носа и придаточных пазух» (в соавт. с И. В. Двораковской), «Дисгормональные гиперплазии молочных желез», «Атлас опухолей человека». Под руководством Дмитрия Ивановича выполнено и защищено 5 докторских и 30 кандидатских диссертаций, а сам он — автор 90 научных работ, в том числе некоторых глав БМЭ, многотомного руководства по патологической анатомии, 9 монографий и 1 атласа. Среди его сотрудников и учеников: член-корреспондент РАН Н. М. Аничков, профессора А.С. Горделадзе, Б.С. Серёжин, О.А. Смирнов, доценты Л.В. Пайкова, В.В. Быстрова, кандидаты медицинских наук Б.А. Зусь, А.А. Никонов, С.В. Скрипник, И.В. Васильев и др.
Д.И. Головин умер в 1981 году и был похоронен на Богословском кладбище в Ленинграде.

Могила Головина на Богословском кладбище Санкт-Петербурга.